# Wygwizdów (Raków)
Wygwizdów (dawn. Raków-Wygwizdów) – część kolonii Raków w Polsce położona w województwie łódzkim, w powiecie piotrkowskim, w gminie Moszczenica. Leży przy samej granicy z Piotrkowem Trybunalskim.

## Historia
Raków-Wygwizdów to dawniej samodzielna miejscowość, od 1867 w gminie Uszczyn w powiecie piotrkowskim w guberni piotrkowskiej. Od 1919 w woj. łódzkim. Tam 19 października 1933 utworzono gromadę o nazwie Raków w gminie Uszczyn, składającej się z wsi Raków Duży, wsi Raków Mały, wsi Raków-Wygwizdów i leśniczówki Raków.
Podczas II wojny światowej miejscowość włączono do Generalnego Gubernatorstwa (dystrykt radomski, powiat Petrikau), nadal w gminie Uszczyn. W 1943 roku liczba mieszkańców Dorfgemeinde Raków wynosiła 456.
Po wojnie ponownie w województwie łódzkim i powiecie piotrkowskim, nadal jako składowa gromady Raków, jednej z 13 gromad gminy Uszczyn. 21 września 1953 gminę Uszczyn przemianowano na Poniatów. W związku z reorganizacją administracji wiejskiej jesienią 1954, miejscowość weszła w skład nowej gromady Raków, a po jej zniesieniu 31 grudnia 1959 – do gromady Poniatów.
Od 1 stycznia 1973 w nowo utworzonej gminie Piotrków Trybunalski w powiecie piotrkowskim. 1 lutego 1977 gminę Piotrków Trybunalski zniesiono, a Wygwizdów włączono do gminy Moszczenica.
W latach 1975–1998 miejscowość należała administracyjnie do województwa piotrkowskiego.